# プーヨ (パスタサ県)
プーヨは、エクアドルのアマゾン（熱帯雨林）地帯に位置する 都市のひとつ。エクアドルの最大の県であるパスタサ県の県都であり、県内最大かつ最も人口の多い都市。山岳地帯東部の山腹に位置し、標高は約930 メートルで、年間を通して平均気温は20°C前後。
2010年の国勢調査では、人口は33,557人で、国内で43番目に人口の多い都市。アマゾン地帯では3番目に人口が多く、ヌエバ・ロハとプエルト・フランシスコ・デ・オレジャナに続く。プーヨは近くに別の集落もあり、50,000人以上の住民が住んでおり、それを踏まえてもアマゾン地帯の都市の中では3番目の人口の多さを誇る。
1899年 5月12日に設立され、20世紀半ば以降から好立地により、複数の国内中心都市へのアクセスが改善され、人口増加が加速。エクアドルのアマゾン地帯の主要都市のひとつとなった。現在はアマゾン地帯の最も重要な行政、経済、金融、商業の中心地のひとつである。主な産業は、商業、観光、農業。

## 地名
プーヨという名前は、プーヨ川のほとりに位置していることが由来。霧を意味するキチュワ族の言葉「puyu」から来ている。アマゾン地帯に位置しているため、ほぼ毎日雨が降る。曇り、湿度が高い日が多い。

## 歴史
1671年、バレンティン・アマヤ神父が、ピンド・グランデ川の隣に峡谷の町を設立。植民地時代は、バーニョスとカネロスの間にある宣教師、商人などの憩いの場所だった。先住民族の絶え間ない攻撃により人を寄せ付けなくなり、19世紀初頭にその町は放棄された。
1861年5月29日、すでに独立したエクアドルで、領土分割に関する第一法を発表し、15の県に国を分割した。それ以来、アマゾン地帯は「オリエンテ」という名前で識別された。しかし、多くのアマゾンの管轄区域はまだ山岳地帯の県の一部とされていた。
アマゾン地帯は、ナポ郡とカネロス郡で構成されていました。カネロス郡には、カネロス、サラヤク、リキーノ、アンドアス、先住民族のサパラとヒバラの町が含まれていた。
1897年4月14日、エロイ・アルファロ大統領によって認可された国民議会の法律により、「オリエンテ」というアマゾン地帯の名称が作成された。これにより、1899年に同大統領が「オリエンテの特別法」を制定し、地域に優遇措置を与えた。しかし、いくつかの町・集落は山岳地帯の郡に属し続けた。このとき、カネロス郡は山岳地帯のトゥングラワ県に属していた。現在のパスタサ県の起源はカネロス郡にあるが、山岳地帯に属していたため1775年以来はパスタサの不誠実な集落だと呼ばれることもあった。
プーヨという町は、1899年5月12日に設立された。最初の数年間は主に先住民族が住んでおり、メスティーソ（先住民族と白人の混血）の商人などが、バーニョス～カネロス間の旅行で休憩として使用していた。

### 20世紀
1921年、オリエンテは政治的にナポ・パスタサ県とサンティアゴ・サモラ県に分割され、最初の本部はスクンビオス、ナポ、パスタサに置かれた。
1953年11月10日、オリエンテ特別法の新しい改革により、この地域は3つの県に分割され、ナポ・パスタさサ県は維持され、モロナ・サンティアゴとサモラ・チンチペ県が新しく作られた。その後、1959年10月22日に承認、同年11月10日のオリエンテ特別法の新しい改革により、テナを県都とするナポ県とパスタサ県が誕生した。

## 地理

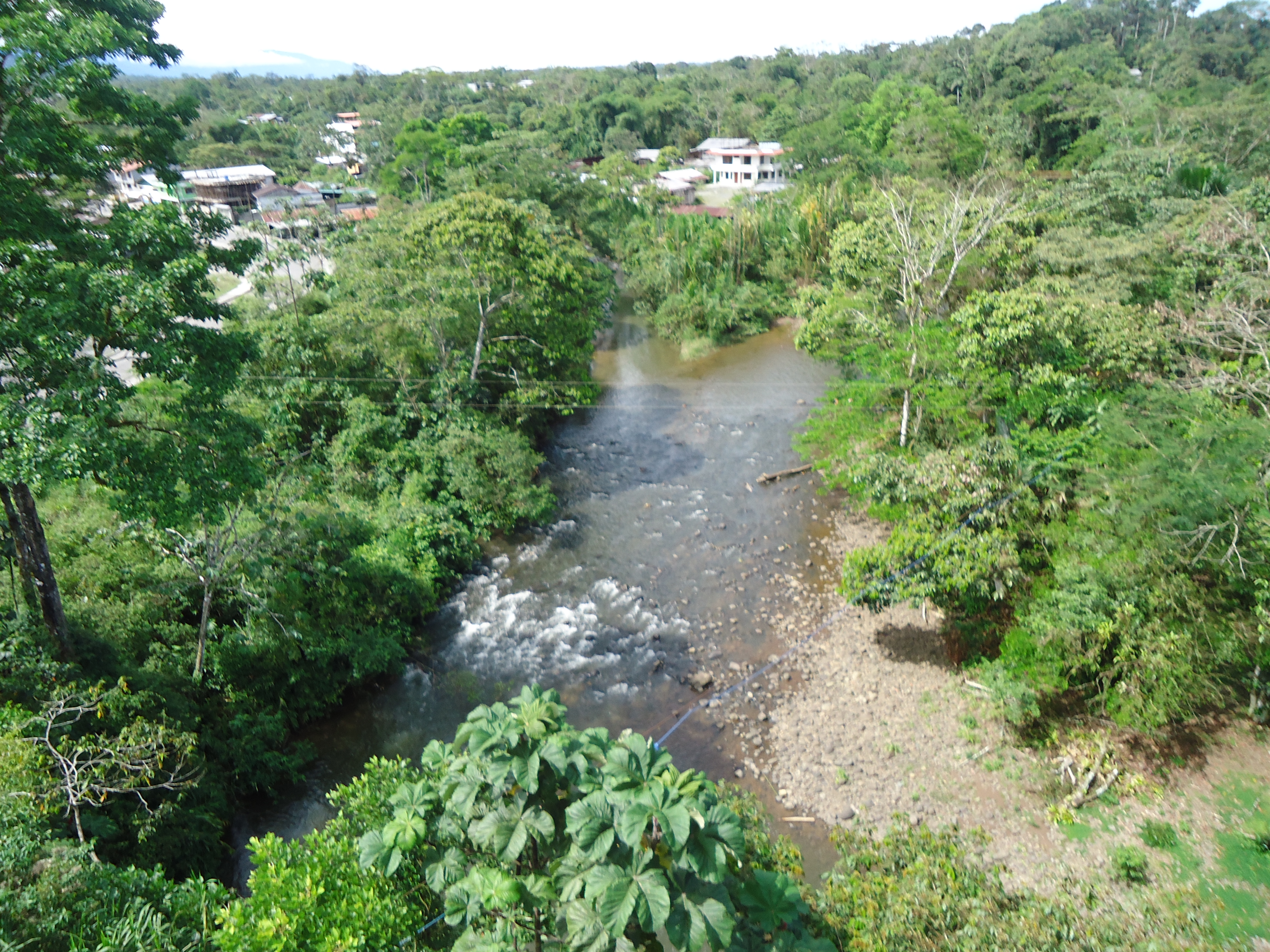
パンバイ川と合流するプーヨ川。

プーヨの地理的特徴として、エクアドルのアマゾン地帯の中心に位置していることだ。プーヨは、パスタサ県の西部、アンデス山脈東部に位置している。バニョスから車で約1時間。自然が豊かであるため、多種多様な生物が生息しており、観光面でも自然を活かしたアクティビティが豊富である。プーヨ内外でプーヨ川をはじめ、パンバイ川やピンド川が流れており、水の豊かさを誇る。

### 天気
プーヨは熱帯モンスーン気候（ ケッペン気候分類 ）であり、年間を通して降水量が多いため、明確な乾季はなく、気温は15～32°C。年間平均気温は20°C。赤道地帯では夏や冬という概念がないため、乾季または雨季しか存在しない。
赤道に近いため、気候は一定。10月～5月が雨季となり、3月と4月は最も雨が多い。7月と8月は最も穏やかな時期だが、変わらず雨は降る。雨が降ると涼しいが、晴れた日の気温は高い。

## 観光

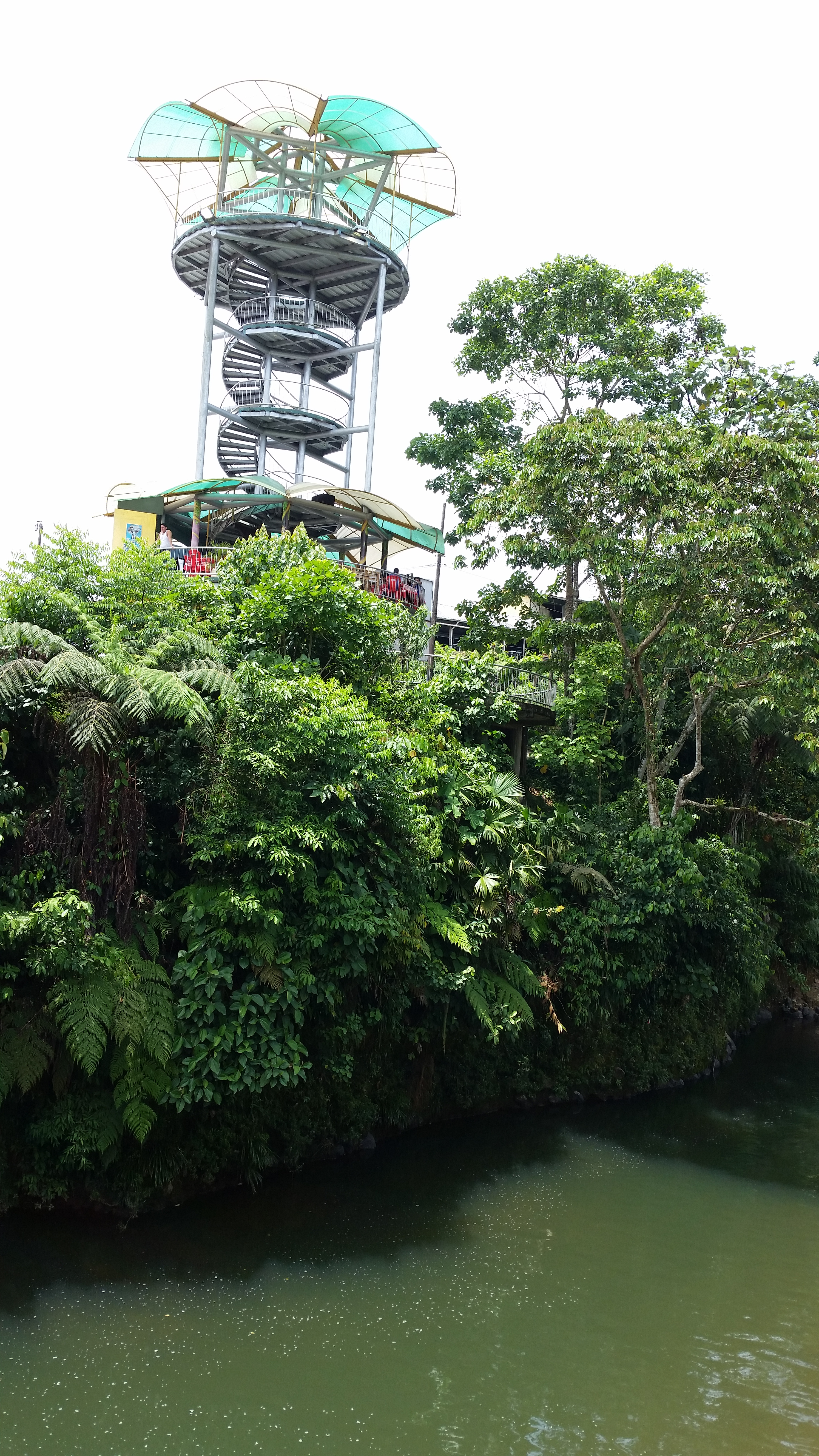
プーヨ川と展望台

プーヨの重要産業の1つである観光は、近年では常に変化している。プーヨの観光業は、自然の豊かさ・美しさ、先住民族の特徴を活かした異文化体験、美食、アドベンチャー、エコツーリズムに注力している。
プーヨの観光は各郡や他地域と深く関連している。パスタザ県全体の主な魅力は自然であり、豊富な生物多様性に恵まれている。このエリアでは、さまざまな滝を訪れたり、メルコチャ（サトウキビで作られた飴）をはじめとするご当地グルメを堪能したり、さまざまな民族工芸品と出会えたりする機会が多くある。
- プーヨ川の観光ツアー：プーヨ市内でアトラクションを楽しめる場所の1つ。大勢の人が泳いでいる人気スポットであり、森林の中にあるため景色なども良く、現地の人をはじめ観光客も水浴びや水泳を楽しんでる。また、写真撮影に最適な場所が複数あり、運動ができる設備やスペースも兼ね備えている。川沿いには遊歩道があり、大自然の中1時間ほどのウォーキングを楽しむこともできる。吊り橋もあり、良い経験となる。遊歩道は全体で約2.5 km。アマゾンならではの植物、アカシア、アナナス、ラン、ヤシなど、多種多様な植物が存在するエリアを散策することができる。また、トカゲ、カエル、ヒキガエル、ヘビなど動物も多種多様に生息している。[2]
- 植物園「ラス・オルキディアス」： 1980年に作られた蘭の花園。これは、「ロサンゼルス」地区のマカスへ続く道のサンジャシント通り沿いに位置する。6.75ヘクタールの敷地内に生息する300種の蘭の花、30種の導入種、38種のヘリコニア、70種のアナナスなどがある。蘭の花以外にも、昆虫や魚、カメなどの動物、コイなどの魚も多く見ることができる。
- モレーテ・プーユ・ウォーターパーク：観光を促進する目的で、2004年に自治体によって建設された。プーヨのバスターミナルの後ろに位置する。収容人数は約3,000人で、多種多様なプールがある、エクアドル国内最大級の滑り台、飛び込み台付きプール、競技用プール、家族・子ども用のプールなどもある。プールの外にはテニスコート、バスケットボールコート、サッカーボールコート、バレーボールコートもあり、ライトも設備されていて夜もスポーツを楽しむことができる。
- 野鳥公園： プーヨからマカス方面へ1kmほどいった地区の教会裏に位置する。1ヘクタールの敷地内には、アジアのキジ、ダチョウ、孔雀 など25種類の鶏、20種類の鳩、他にもアヒル、インコなど、世界中の鳥を約500羽を有する。オウム、コンゴウインコ、オオハシなどのアマゾンならではの鳥もいる。

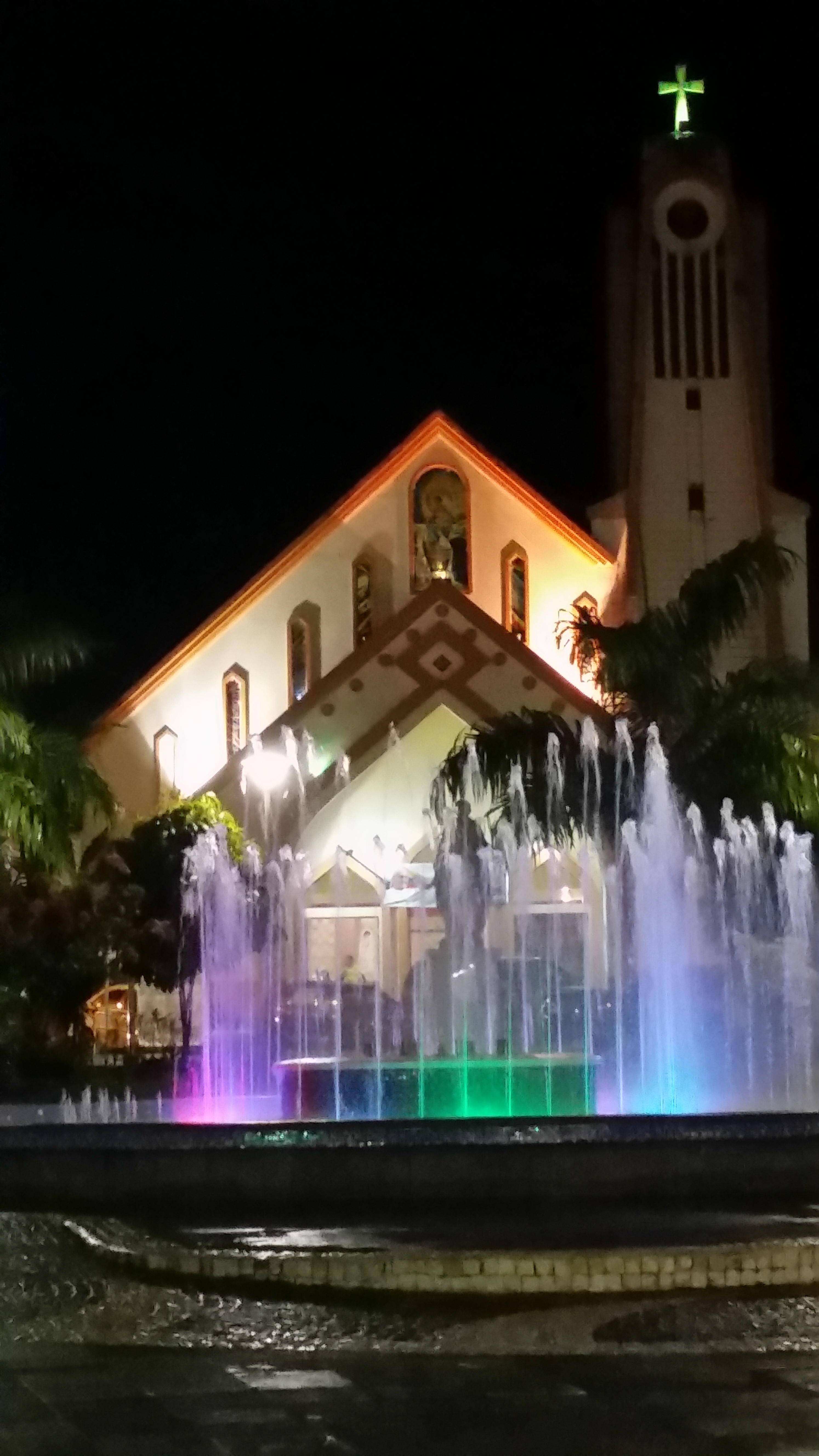
プーヨのロサリオ大聖堂教会

- 大聖堂教会と中央公園「5月12日」：歴史的価値がある観光スポット。ここからプーヨが栄え、街が拡大しているため、公園内にはセネパ戦争の英雄の記念碑がある。
- マレコン・ボアヤク・プーユ：プーヨの東にあるプーヨ川のほとりに位置する。市街地と森林エリアの境界線になっている。プーヨの街や森林エリアなどを360度見渡すことができる展望台があり、晴れた日には素晴らしい景色を眺めることができる。また、運が良いとサンガイ火山とアルタール火山が見えることもある。展望台のすぐ下にはプーヨ川が見え、プーヨ川や遊歩道への入り口がある。また展望台周辺にはプーヨが誇るB級グルメのボルケテーロ（セビーチェ）が堪能できるレストランが多くある。また、広場にはパスタザ県内に住んでいる7の先住民族の女性像がある。
- 先住民族センター・ニュカンチ　アジパ：先住民族の人々（ キチュア、シュアル、ワオラニ、ザパラ、アチュアル、シウィアル、アンドア）で構成される協会。数多くの手工芸品や伝統的な食べ物が提供され、伝統舞踊やシャーマン治療も一般に行われている。
- 民族学博物館
- エコパークホテル・モンテ・セルバ：パスタサ県内の観光スポット。主要道路であるプヨ-シェル-バニョスに沿いにある16ヘクタールの森林保護区。蘭の形をしたプールとスパが有名。コスタ（海岸地帯）の料理をはじめ、30以上の専門料理を提供。トリプルベッド、テレビ、お湯シャワー、高速Wi-Fiを備えた快適な場所で、美しいアマゾンの風景を見ることができるパノラマスイートの部屋も完備。アマゾンを聞いてイメージする内装・設備とは異なる雰囲気。
- 日帰りアマゾンツアー：　プーヨやバーニョス発着の人気日帰りツアー。内容は、世界最大級の淡水魚ピラルクー（パイチェ）への餌やり、ジャングル探検と滝にて遊泳、キチュワ族の集落訪問・異文化体験、キチュワ族伝統の木造船で川下り、アマゾンの絶景を眺められる展望台にてターザンブランコ。ツアー代金はプーヨ発着で30～35USD（参加人数によって異なる）、バーニョス発着では価格競争が激しいため、18～25USDほどだが、ピラルクーを見なかったり、ターザンブランコではなく通常のブランコなど、上記の内容とは異なることがある。

## 人口統計
現在、プーヨはアマゾン地帯で3番目に人口の多い都市であり（ ヌエバロハとプエルトデフランシスコデオレラナに次ぐ）、2010年の人口調査によると33,557人の住民がいる。

## 交通機関

### 空路
シェルというプーヨの隣街にある リオアマゾナス空港という小さな空港を使用。シェルはプーヨから約10キロの距離。空港は1937年にロイヤルダッチシェルによって設立、1948年に放棄。現在、国家によって管理されている。滑走路が小さいため小型のプライベートおよび商用飛行機のみ使用している。パスタザ県内のアマゾン奥地への移動などに使われている。

### 陸路

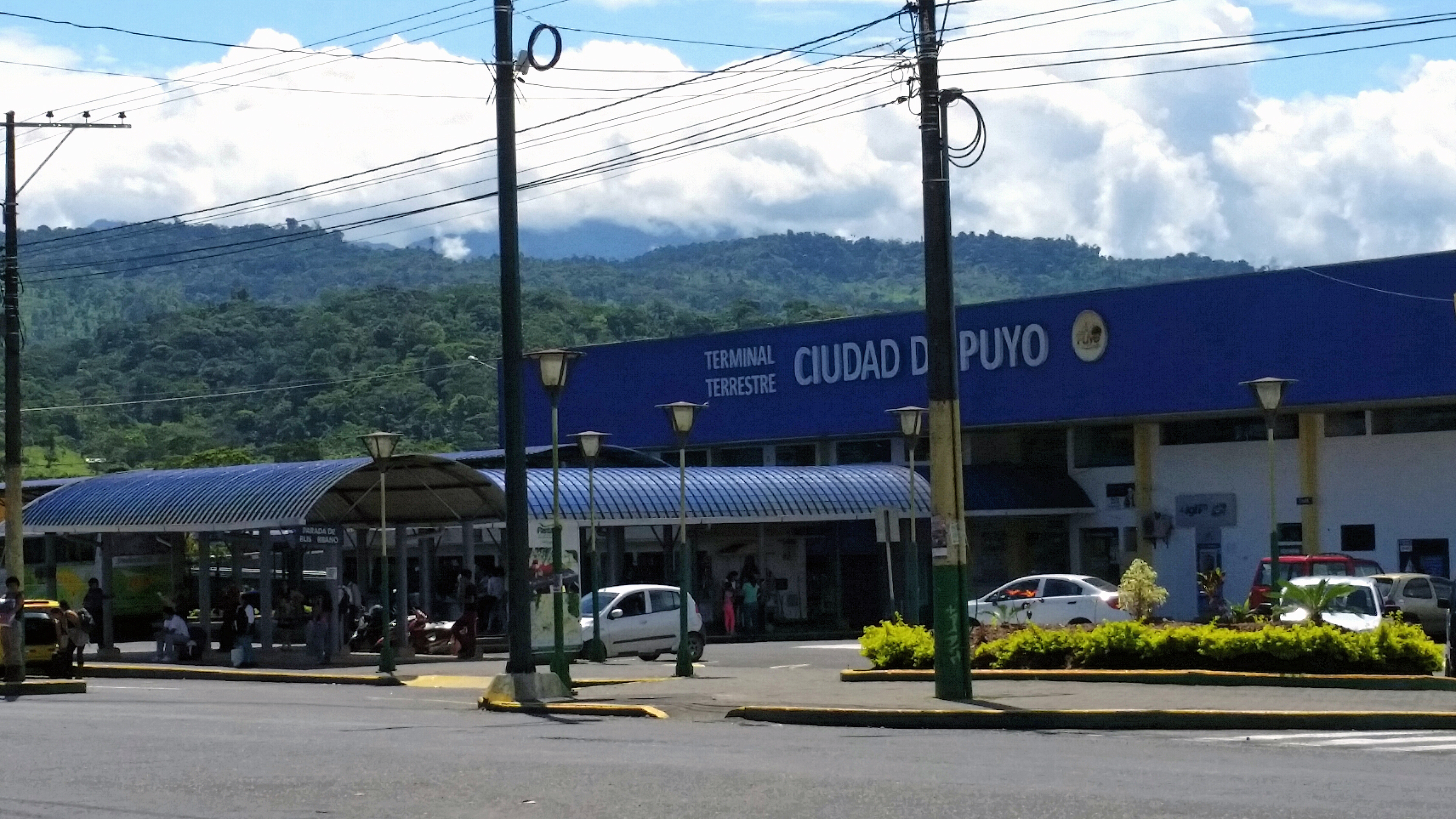
プーヨのバスターミナル

公共交通機関は住民にとって主要な交通手段である。プーヨはサンフランシスコというバス会社を中心に多くのバス会社が各方面にバスを走らせている。バスターミナル使用料として0.10USDが必要になる。未成年者、高齢者、障害者などに割引を適用しているバス会社もある。キトのキトゥンベターミナルまでは7USD、同じくキトのカルセレンまでは8USD、バーニョスまでは2.5USD、アンバトまでは3.5USDである。（2020年2月現在の料金、ターミナル使用料別途要）
市内は石畳のような箇所もあるが、ほとんどが舗装されている。

#### プーヨ内の主要な通り
- セスラオ・マリン
- アルベルト・サンブラーノ
- 7月20日
- 10月9日
- ゴンサレス・スアレス
- マナビ
- フランシスコ・デ・オレジャーナ
- アルバロ・バジャダレス

### 道路網
プーヨは、他のオリエンテ（アマゾン地帯）の県をはじめ、シエラ（山岳地帯）の主要都市、コスタ（海岸地帯）の主要都市など幅広いエリアに長距離バスが走っている。オリエンテ（テナ、マカス、コカ、サモラなど）、シエラ（キト、アンバト、リオバンバ、クエンカなど）、コスタ（グアヤキル、サント・ドミンゴ、エスメラルダス、マンタなど）

### 教育

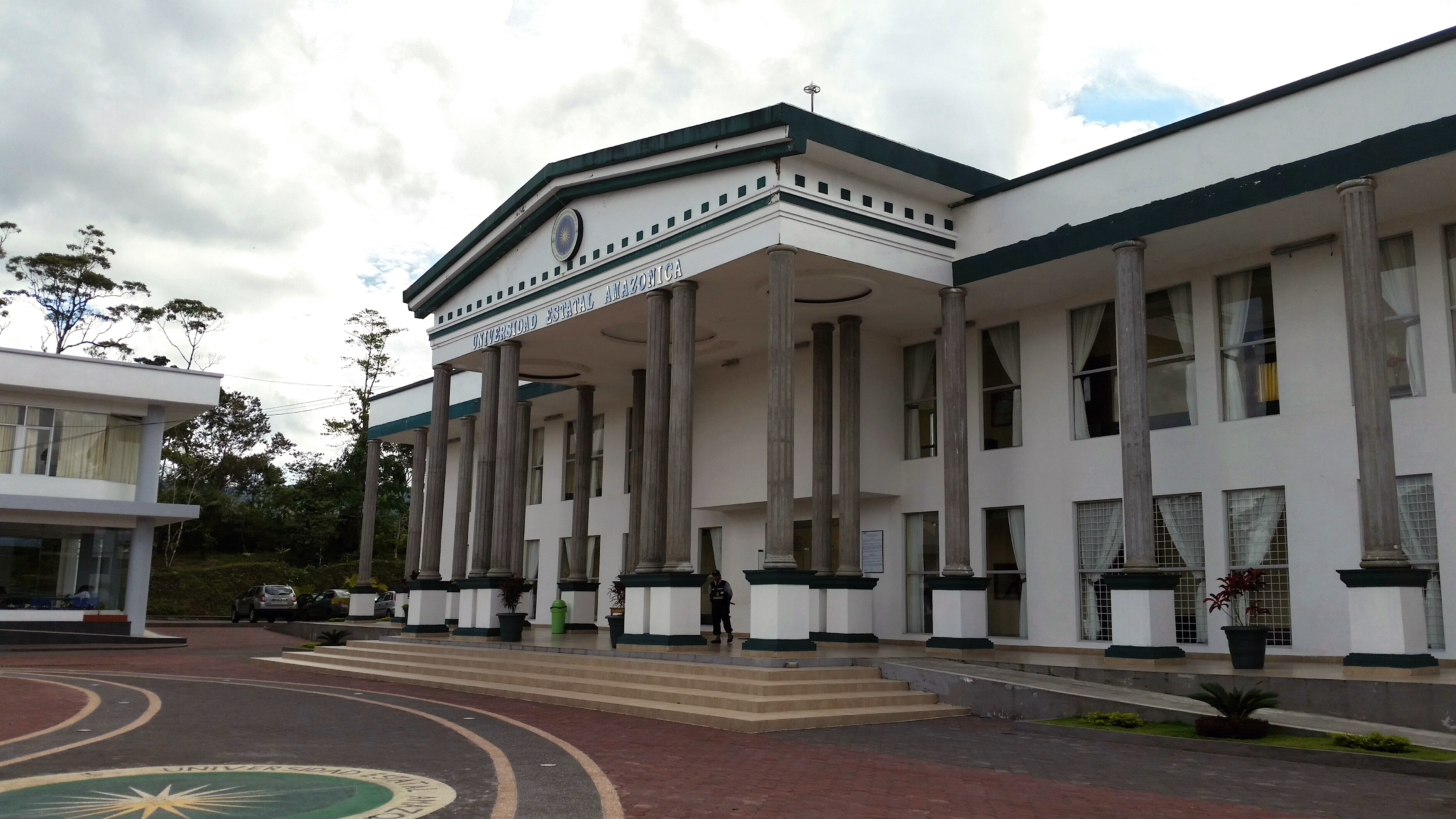
アマゾン州立大学。

公教育は、国の他地域と同様に、348条の規定に従って大学 （第3レベル）まで無料であり、憲法の 356条および357条で批准されている。1年は9月に始まり、7月に終わる。
プーヨには、エクアドルのアマゾン地域で最初の高等教育機関であるアマゾン州立大学がある。2002年10月18日設立。
| Universidad                                | Ciudad matriz |
| ------------------------------------------ | ------------- |
| Universidad Estatal Amazónica              | Puyo          |
| Universidad Regional Autónoma de los Andes | Ambato        |
| Universidad Técnica Particular de Loja     | Loja          |
| Universidad Tecnológica Equinoccial        | Quito         |
| Universidad Tecnológica Indoamérica        | Ambato        |
| Universidad Católica Santiago de Guayaquil | Guayaquil     |

### 美食
プーヨの、アマゾンという恵まれた環境と先住民族や移民の影響を受けた多彩な食文化を形成している。プーヨでは、アマゾンならではの料理を楽しむことができる。例えば、川や湖など水中の 栄養素の量が多いため、川魚のティラピアは定番の食材であり、世界最大級の大きさを誇る淡水魚・パイチェ（ピラルク）もプーヨ内のレストランで味わうことができる。

## 経済

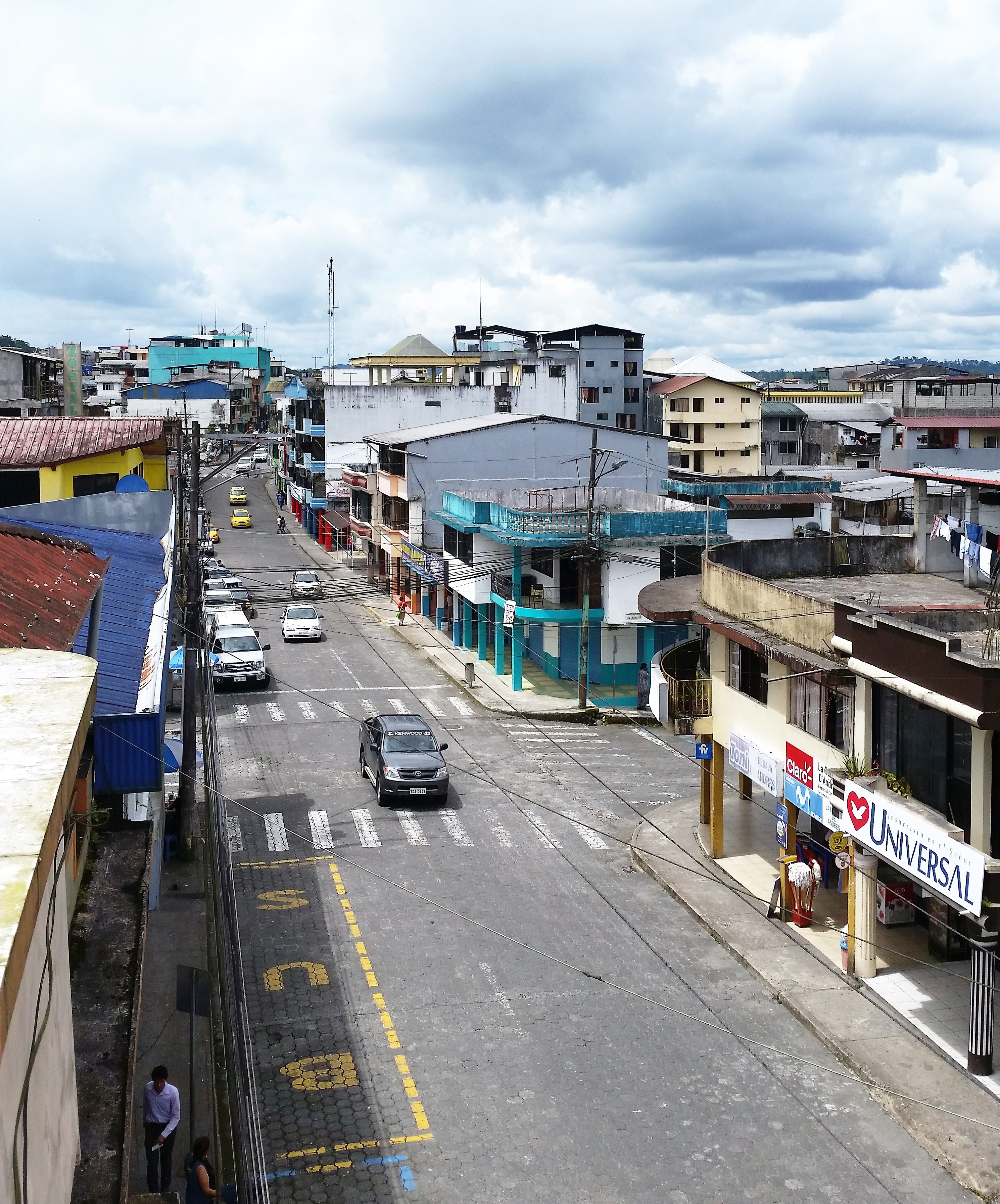
オレジャーナ通り

プーヨは、商業、観光、農業に基づいて幅広い経済活動を行っている。木材の売買をはじめ、バナナ、ユカイモ、サトウキビの販売、ティラピアの養殖、養鶏などが盛んに行われている。プーヨ内には、エクアドル全土に店舗を構えているチェーン店や個人経営の店・レストラン、少ないが世界規模で有名なブランドの店もある。

## メディア
プーヨには、新聞、ラジオ、テレビ、電話、インターネット、郵便などのメディアがいくつかあり、一部の農村地域では、衛星電話とインターネットがある。
- 電話：固定電話は依然として使用されているものの、近年では携帯電話の使用率が大幅に上昇している。固定電話に関しては CNT、TVCABLEおよびClaro がサービスを提供している。携帯電話に関しては、主にMovistar、Claro、CNTの3社がある。
- ラジオ放送：プーヨ内のみで配信しているものもあるが、インターネットラジオで世界中どこでも聞けるようにしているラジオ局も複数ある。
- テレビメディア：ほとんどは国営。最近ではローカルチャネルも含まれている。

| N. º | チャンネル         | カバレッジ |
| ---- | ------------------ | ---------- |
| 2    | Amazon TV          | 地方       |
| 4    | テレアマゾナス     | 全国       |
| 5    | TCテレビ           | 全国       |
| 6    | スーパーチャンネル | 地方       |
| 7    | エクアドルTV       | 全国       |
| 8    | ソノビジョン       | 地方       |
| 9    | テレビの範囲       | 全国       |
| 13   | エクアビサ         | 全国       |
| 11   | RTS                | 全国       |
| 13   | エクアビサ         | 全国       |
| 23   | RTU                | 全国       |
| 25   | UCSGテレビ         | 全国       |
| 27   | シナモンTV         | 全国       |
| 31   | Oromar Television  | 全国       |

## スポーツ

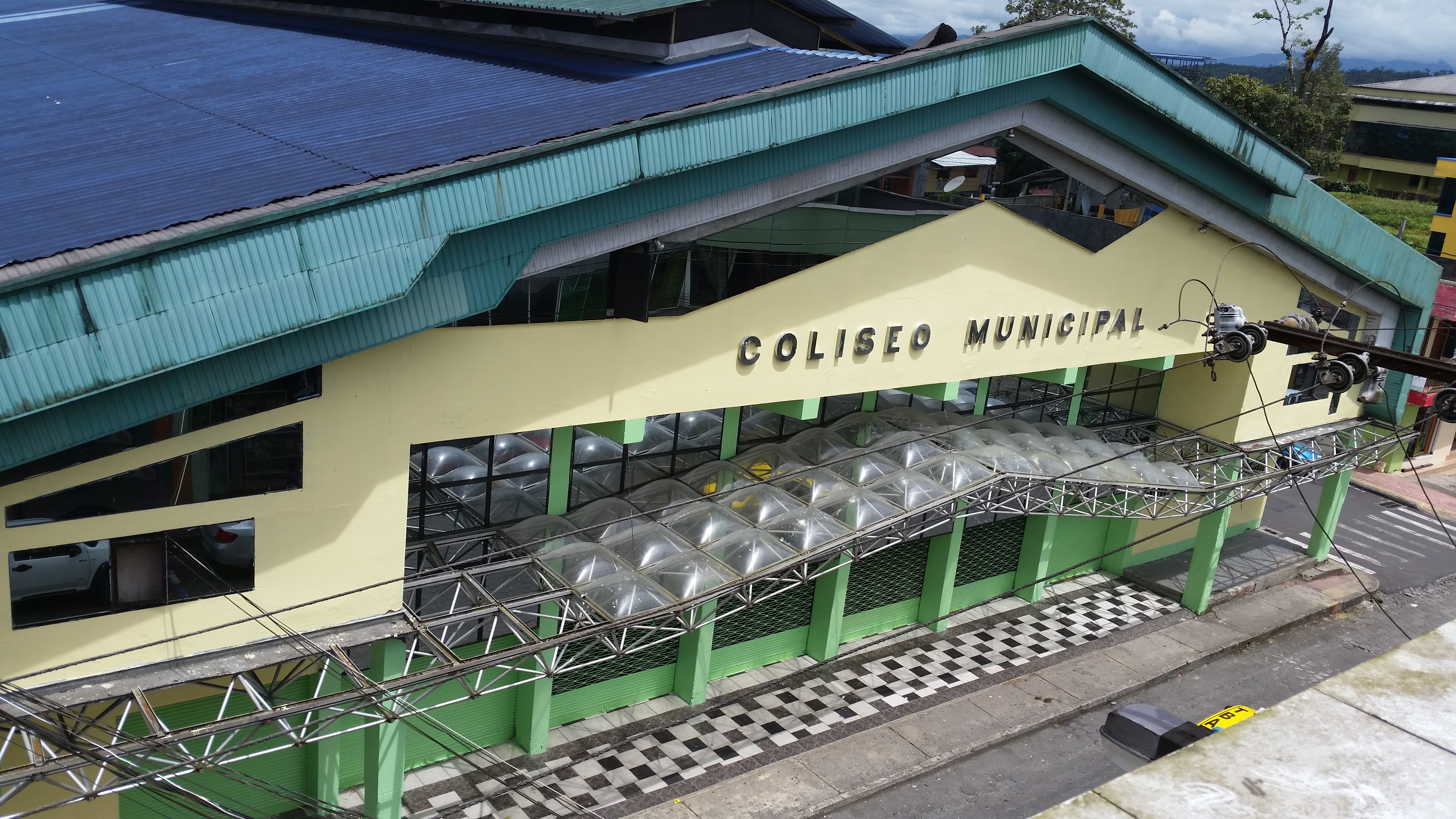
プーヨ市営競技場。

パスタサ県スポーツ連盟はパスタサ県全体のスポーツの統治機関。エクアドル内各県と同様に、最も人気のあるスポーツはサッカーボールである。現在パスタサのプロフットボール協会には4つのサッカーチームがあり、第2カテゴリーの地方選手権に参加している。また、プーヨはバスケットボールも盛んであり、街中にはいくつもコートが見られる。エクアドル独自のスポーツであるエクアボレー（サッカーボールでバレーボール）も人気上位のスポーツであり、ホテルやプールなど各娯楽施設には必ずと言っていいほどエクアボレーのコートが併設されている。